# Sarotherodon galilaeus
Sarotherodon galilaeus es una especie de peces de la familia Cichlidae en el orden de los Perciformes.

## Subespecies
La especie comprende las siguientes subespecies:
- Sarotherodon galilaeus borkuanus (Pellegrin, 1919)
- Sarotherodon galilaeus boulengeri (Pellegrin, 1903)
- Sarotherodon galilaeus galilaeus (Linnaeus, 1758)
- Sarotherodon galilaeus multifasciatus (Günther, 1903)
- Sarotherodon galilaeus sanagaensis (Thys van den Audenaerde, 1966)